# Daryja (Landgemeinde)
Daryja (kirgisisch Дарыя айыл аймагы) ist eine Landgemeinde (ajyl aimagy) im Rajon Batken des Oblus Batken in Kirgisistan. Sie besteht aus den Dörfern: 
- Tschek (kirgisisch Чек)
- Dschangy-Dscher (kirgisisch Жаңы-Жер)
- Dschangyryk (kirgisisch Жаңырык)
- Kajyngdy (kirgisisch Кайыңды)
- Kan (kirgisisch Кан)
- Korgon-Tasch (kirgisisch Коргон-Таш)
- Sary-Talaa (kirgisisch Сары-Талаа)
- Tabylgy (kirgisisch Табылгы)
- Tunuk-Suu (kirgisisch Тунук-Суу)

Das Verwaltungszentrum ist das Dorf Tschek. Im Jahr 2009 hatte die Landgemeinde 8.433 Einwohner. Bis 2023 wuchs die Bevölkerung auf 11.302 Einwohner.
| Dorf            | Einwohnerzahl (2009) | Einwohnerzahl (2023) |
| --------------- | -------------------- | -------------------- |
| Tschek          | 3.478                | 1063                 |
| Dschangy-Dscher | 2.210                | 3161                 |
| Dschangyryk     | 173                  | 207                  |
| Kajyngdy        | 875                  | 1028                 |
| Kan             | 626                  | 664                  |
| Korgon-Tasch    | 79                   | 87                   |
| Sary-Talaa      | 394                  | 566                  |
| Tabylgy         | 381                  | 234                  |
| Tunuk-Suu       | 217                  | 263                  |
| Gesamt          | 8.433                | 11.302               |